# Crossotus xiluvensis
Crossotus xiluvensis är en skalbaggsart som beskrevs av Veiga-ferreira 1966. Crossotus xiluvensis ingår i släktet Crossotus och familjen långhorningar.
Artens utbredningsområde är Moçambique. Inga underarter finns listade i Catalogue of Life.